# رادولف لایدینگ
رادولف لایدینگ (انگلیسی: Rudolf Leiding) مدیر اجرایی اهل آلمان بود، که در دهه ۱۹۷۰ مدیرعاملی گروه فولکس‌واگن را برعهده داشت.